# Kanton Allanche
Der Kanton Allanche war von 1790 bis 2015 ein französischer Wahlkreis im Département Cantal und in der damaligen Region Auvergne.  Er umfasste elf Gemeinden im Arrondissement Saint-Flour; sein Hauptort (frz.: chef-lieu) war Allanche.

## Geschichte
Der Kanton wurde am 4. März 1790 im Zuge der Einrichtung der Départements als Teil des damaligen „District de Murat“ gegründet. Mit der Schaffung der Arrondissements am 17. Februar 1800 wurde der Kanton dem Arrondissement Murat zugeordnet und neu zugeschnitten. Am 10. September 1926 wechselte der Kanton mit der Auflösung des Arrondissements Murat zum Arrondissement Saint-Flour. Die landesweiten Änderungen in der Zusammensetzung der Kantone brachten im März 2015 schließlich seine Auflösung.

## Gemeinden
| Gemeinde         | Einwohner (Stand: 2015) | Code postal | Code Insee |
| ---------------- | ----------------------- | ----------- | ---------- |
| Allanche         | 759                     | 15160       | 15001      |
| Charmensac       | 83                      | 15500       | 15043      |
| Joursac          | 147                     | 15170       | 15080      |
| Landeyrat        | 94                      | 15160       | 15091      |
| Peyrusse         | 155                     | 15170       | 15151      |
| Pradiers         | 94                      | 15160       | 15155      |
| Sainte-Anastasie | 145                     | 15170       | 15171      |
| Saint-Saturnin   | 207                     | 15190       | 15213      |
| Ségur-les-Villas | 205                     | 15300       | 15225      |
| Vernols          | 66                      | 15160       | 15253      |
| Vèze             | 60                      | 15160       | 15256      |